# كيوشي هاتاناكا
كيوشي هاتاناكا (باليابانية: 畑中清詞) مواليد 7 مارس 1967 في آيتشي، اليابان، هو ملاكم محترف ياباني سابق. حقق بطولة المجلس العالمي للملاكمة.

## إحصائيات
خاض خلال مسيرته 25 نزالا، فاز في 22 وخسر في 2. فاز بالضربة القاضية في 15 نزالا.

## روابط خارجية
- كيوشي هاتاناكا على موقع بوكس ريك (الإنجليزية) (registration required)